# Symphysanodon maunaloae
Symphysanodon katayamai — вид морських окунеподібних риб родини Symphysanodontidae підряду Окуневидні (Percoidei).

## Поширення
Вид поширений на заході Тихого океану від узбережжя Японії на південь до острова Ломбок в Індонезії, на схід до Гавайських островів та на південний схід до чилійських островів Сала-і-Гомес.

## Опис
Symphysanodon maunaloae виростає до 16  см завдовжки.

## Спосіб життя
Морський демерсальний вид. Живе серед скелястих рифів поодинці або невеликими групами на глибині 130—700 м.